# Article 27 de la Constitution tunisienne de 1959
L'article 27 de la Constitution tunisienne de 1959 est le 27e des 78 articles de la Constitution tunisienne adoptée le 1er juin 1959.
Dixième article du deuxième chapitre intitulé « Le pouvoir législatif », il décrit la composition de l'Assemblée nationale tunisienne, les conditions de ses membres, leurs attributions et son fonctionnement. 

## Texte
« Aucun député ne peut pendant la durée de son mandat être poursuivi ou arrêté pour crime ou délit, tant que l'Assemblée nationale n'aura pas levé l'immunité qui le couvre. Toutefois, en cas de flagrant délit, il peut être procédé à son arrestation. L'Assemblée en est informée sans délai. La détention du député est suspendue si l'Assemblée le requiert. »